# Silk Road (film)
Pour plus de détails, voir Fiche technique et Distribution.
Silk Road est un film américain réalisé par Tiller Russell, sorti en 2021.

## Synopsis
L'histoire de l'arrestation de Ross Ulbricht, fondateur de Silk road, par la DEA et le FBI.

## Fiche technique
- Titre : Silk Road
- Réalisation : Tiller Russell
- Scénario : Tiller Russell d'après l'article Dead End on Silk Road: Internet Crime Kingpin Ross Ulbricht's Big Fall de David Kushner
- Musique : Mondo Boys
- Photographie : Peter Flinckenberg
- Montage : Greg O'Bryant
- Production : Stephen Gans, David Hyman, Duncan Montgomery, Alex Orlovsky et Jack Selby
- Société de production : High Frequency Entertainment, Mutressa Movies, Perfect Season Productions et Piccadilly Pictures
- Pays de production :  États-Unis
- Genre : Biopic, policier, drame et thriller
- Durée : 112 minutes
- Date de sortie : 
  - États-Unis : 19 février 2021

## Distribution
- Nick Robinson : Ross Ulbricht
- Jason Clarke : Rick Bowden
- Jennifer Yun : l'agent du FBI Kim Yum
- Jimmi Simpson : Chris Tarbell
- Darrell Britt-Gibson : Rayford
- Daniel David Stewart : Max
- Kenneth Miller : H. T. Palmer
- Alexandra Shipp : Julia
- Katie Aselton : Sandy
- Lexi Rabe : Edie
- David DeLao : Johnny Morales
- Beth Bailey : Lynn
- Mark Sivertsen : Kirk
- Will Ropp (en) : Shields
- Jason Coviello : Martinez
- Walter Anaruk : Adrian Chen
- Vic Browder : le sergent Brewer
- Raleigh Cain : Cally
- Phil Burke : l'agent Conroy
- Esodie Geiger : l'agent Ramirez

## Accueil
Le film a reçu un accueil mitigé de la critique. Il obtient un score moyen de 41 % sur Metacritic.